# 致不愛我的X
《致不愛我的X》，為韓國TVING原創網路劇集，自2022年7月14日起在TVING播映。劇情講述嚮往歌詞裡美好戀愛的女大學生徐熙秀，在爸爸的書櫃裡找到了一本可以實現所寫的神祕筆記本，以筆記本展開了一場奇幻的浪漫愛情故事。
台灣由MyVideo、LINE TV自2022年7月15日起同步播出。

## 演員陣容

### 主要角色
| 演員                    | 角色                    | 介紹 | 粵語配音 |
| 韓知曉 （童年：崔素律） | 徐熙秀（Now譯為徐熙守） | 嚮往愛情的大學二年級生，作詞家 大學二年級生，2001年12月3日出身，愛好作詞，加入了音樂社團及樂隊LIVE，非常嚮往著歌詞裡的美好愛情，但現實一無所獲。在爸爸的書櫃裡找到一本可以實現筆記內容的神秘筆記本…… | 何凱怡   |
| 道英                    | 鄭時浩                  | 徐熙秀5年摯友 徐熙秀的五年摯友，與熙秀高中時就認識，喜歡著熙秀。 | 黃文軒   |
| 權亞凜                  | 朴世珍                  | 徐熙秀的好友 徐熙秀的好友，一直暗戀著時浩。 | 楊樂瑤   |

### 熙秀身邊的人物
| 演員   | 角色   | 介紹                                                 | 粵語配音 |
| 朴勝泰 |        | 熙秀的祖母。                                         | 馮詠恩   |
| 李周原 |        | 熙秀的父親。                                         | 李家傑   |
| 房載民 | 金道彬 | 音樂社團兼樂隊LIVE的主唱，初次見面就對熙秀一見鍾情。 | 陳成港   |
| 金知勳 | 朴俊英 | 熙秀的前男友。                                       | 譚禹晉   |
| 孫賢宇 | 金根旭 | 熙秀的前男友。                                       | 簡懷甄   |
| 林恩菲 |        | 熙秀的亡母。                                         | 楊婉潼   |
| 李朱芮 |        | 熙守同一學會的成員。                                 | 盧曉童   |